# Никарагуа на летних Паралимпийских играх 2024
Никарагуа на летних Паралимпийских играх 2024, прошедших в Париже с 28 августа по 8 сентября 2024 года, был представлен одним спортсменом — Карлосом Альберто Кастильо, соревновавшимся в беге на 400 м в классе T38. 3 сентября он пробежал дистанцию за 59,28 с и занял восьмое место из восьми участников.

## Лёгкая атлетика

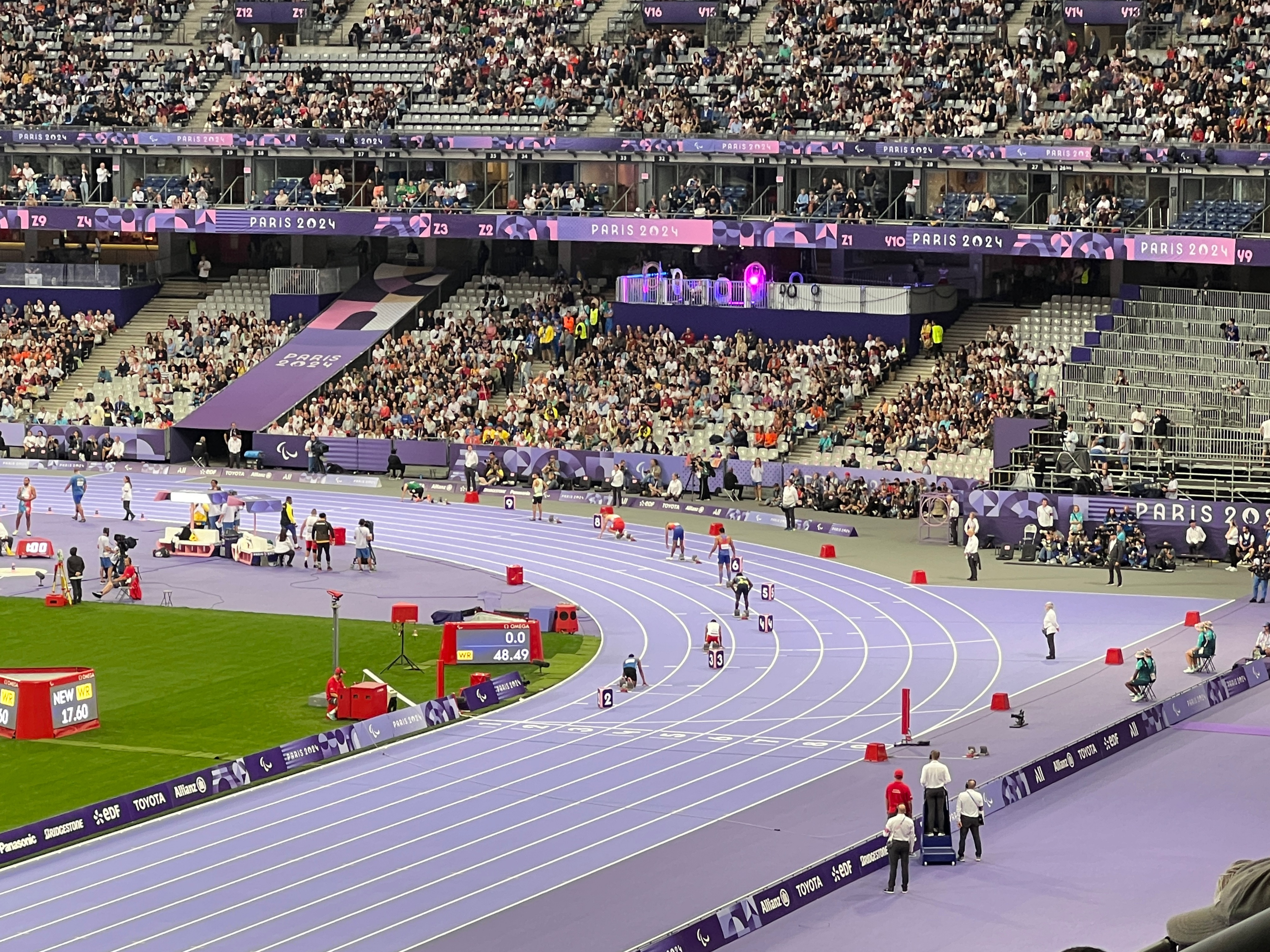
Старт забега на 400 м в классе T38. Карлос Альберто Кастильо — на второй дорожке.

| Спортсмен                | Дисциплина          | Финал     | Финал |
| Спортсмен                | Дисциплина          | Результат | Место |
| ------------------------ | ------------------- | --------- | ----- |
| Карлос Альберто Кастильо | Мужчины, 400 м, T38 | 59.28     | 8     |